# Сайликоль
Сайлико́ль (каз. Сайлыкөл) — село у складі Кербулацького району Жетисуської області Казахстану. Входить до складу Каспанський сільського округу.
У радянські часи село називалось Ферма № 1 совхоза імені Леніна.
Населення — 139 осіб (2021; 152 у 2009, 205 у 1999, 289 у 1989).